# Daniel Edusei
Daniel Edusei (Kumasi, 2 settembre 1980) è un ex calciatore ghanese, di ruolo difensore.

## Carriera

### Club
Ha giocato nel campionato ghanese, greco e cipriota.

### Nazionale
Con la maglia della nazionale ha esordito nel 1998, venendo convocato per la Coppa d'Africa dello stesso anno e a quella del 2006.